# Срібляник Володимира третього типу
Срібляник Володимира третього типу — оригінальна срібна монета князя Володимира, викарбувана в Києвi на початку 11 столiття, в перiод Хрещення Русi. 
На аверсi монети зображений князь Володимир, який сидить на тронi зi скiпетром диканiкiоном, символом влади та панування, в правiй руцi. Напис "Владимир на столе". На реверсі зображено Тризуб — геральдичний знак князiв Рюриковичiв, що став прототипом сучасного герба України, а також напис "А се его серебро". 
Експертизу справжності монети було проведено у 1999 році фахівцями Музею Грошей НБУ. Наразі вона зберігається в зібранні музею родини Якубовських.